# ARゲームズ
『ARゲームズ』（エーアールゲームズ、Augmented Reality GAMES）は、ニンテンドー3DSシリーズ（以下3DS）本体に内蔵されているゲーム。
あそべるおまけつき ニンテンドープリペイドカード『いっしょにフォト』シリーズについても記述する。
3DSに同梱されている「ARカード」を3DSのカメラで写すことで、拡張現実のミニゲームをプレイ出来る。

## ゲーム
マトあて
画面上に出現した的を射ていき、最後に登場するドラゴンを倒す。ドラゴンは体に玉を当てると変色し、パーツをすべて黒くしたら勝利。クリアするとクリアまで掛かったタイムがランキングで表示される。
タマつき
起伏のあるフィールドが出現し、ボールをビリヤードのように突いてゴールに入れる。最後にはドラゴンが登場し、爆弾をついて当てて倒したら勝利。クリアするとタマを突いた回数がランキングで表示される。
キャラさつえい
キャラクターの描かれた「ARカード」を3DSのカメラで写すと、キャラクターが立体的に出現し、撮影が可能。このモードに限り、『？』以外のARカードを使用できる。
らくがき
おえかきツールで描いた絵が立体的に出現し、撮影が可能。
つり
「ARカード」上が水面となり、釣りができる。時間制限があり、最後にはドラゴンが登場する。魚を釣ると点数が貰え、貰える点数は釣り上げた魚によって異なる。クリアすると貰った点数の集計がランキングで表示される。
Miiさつえい
Miiスタジオで作成したMiiが「ARカード」上に出現し、撮影が可能。
SHOPで購入できるゲーム
マトあて2
マトあての高難易度版。空飛ぶマトを下に落下する前に全て撃ち落としたり、分裂するオバケを全て倒したり等、一筋縄ではいかないステージが多い上級者向けのゲーム。
タマつき2
タマつきの高難易度版。ゴールまでのルートに様々なギミックが仕掛けられており、タマを突く向きやタイミング等を見極める必要がある上級者向けのゲーム。
フリーつり
「つり」と異なり、ずっと釣りをすることが可能。ARカードの周囲の色に反応して出現する特殊な魚や釣り竿に衝突して墜落したUFO等、「つり」では釣れなかったものをひたすら釣っていく。釣ってきた魚は「魚ずかん」に登録されていき、ある程度図鑑を埋めていくとキングサイズの魚や金のカジキを釣れるようになる。なおドラゴンは一切登場せず、キングサイズのドラゴンを釣りたい場合は「つり」で遊ぶ必要がある。
どこでもさつえい
ゲーム中、LボタンとRボタン押しで好きな場面を撮影できる。全てのミニゲームで使用可能。
ちきゅうぎ
地球儀が出現する。スライドパッドで回転できる。Aボタンで玉を発射し、地球儀に当てても回転させることができるが、当て過ぎると爆発してしまい、「地球を大切に...」というコメントが出て来る。以降は再びショップから購入する必要がある。
とけい
アナログ時計の下に扉があり、Aボタンを押すとそこから朝の場合はニワトリ、それ以外の場合はハトが出てくる。スライドパッドの左右または十字キーの左右を押すことで時刻をいじることが可能（3DS本体の時計設定には影響しない）。画面を近づけて4回ニワトリ（またはハト）を出すと画面が割れると同時にハトが焦げる。
モコモコ
AR上の画面を凸らせたり凹ませたりするゲーム。また鉄球も降らせること出き、鉄球が爆発するとその場所が凹む。撮影が可能。
魚ずかん
「つり」「フリーつり」でこれまでに釣り上げた魚を見ることができる。全ての魚を釣り上げると、図鑑が金色になる。

## ARカード
3DSに同梱されている他、サポートページからPDFファイルをダウンロードしたり、部品販売で購入できる。
拡大したカードを撮影することでキャラクターも巨大化させる事が出来る。
カードは以下の6種類。「?カード」以外は「キャラさつえい」で用いる。
- ？カード
- マリオ
- リンク
- カービィ
- サムス・アラン
- ピクミン

このほか、下記カードも存在する。
- 等身大MiiさつえいARカード
  - クラブニンテンドーオリジナルグッズ。ポイント交換で入手出来る。
  - ？カードとマリオのリバーシブルとなっており、サイズは約73cm×46cm。「Miiさつえい」「キャラさつえい」で（3DSの画面内では）等身大のMiiおよびマリオを出現させ、撮影が出来る。

## いっしょにフォト
『あそべるおまけつき ニンテンドープリペイドカード『いっしょにフォト』シリーズ』は、任天堂製品販売店や一部のコンビニエンスストアで販売されている「ニンテンドープリペイドカード」のシリーズ（12種）。ARゲームズ「キャラさつえい」のキャラクター拡張版である。
プリペイドカードの表面と台紙に印刷されている「？」マークがニンテンドー3DS用ダウンロードソフト『いっしょにフォト』用のARカードになっており、台紙に印刷されているQRコードをニンテンドー3DSのカメラに読み取ることで、ニンテンドーeショップの専用ダウンロードコーナーに移動して、『いっしょにフォト』シリーズのソフトを無料でダウンロード出来る。
- いっしょにフォト スーパーマリオ（第1弾、2013年4月23日発売）
  - クリボー
  - マリオ
  - ピーチ
- いっしょにフォト スーパーマリオ（第2弾、2013年6月29日発売）
  - ノコノコ
  - ルイージ
  - クッパ
- いっしょにフォト どうぶつの森（2013年11月21日発売）
  - まめきち・つぶきち
  - しずえ
  - とたけけ
- いっしょにフォト ピクミン（2013年12月2日発売）
  - 黄ピクミン
  - 赤ピクミン
  - 青ピクミン